# 台湾プラスチックグループ
台湾プラスチックグループ (Formosa Plastics Group, FPG, 中国語: 台塑集團)は、台湾の大型企業グループ。事業分野は合成樹脂・繊維・バイオテクノロジー・石油化学・電子部品・運輸・医療・教育・製鉄と多岐に渡る。

## 概要
1954年に王永慶・王永在兄弟が台塑を設立した。1980年代に台湾の民間企業として総資産・売上高・従業員数で首位を維持し、王永慶は「経営の神様」「台湾工業の父」と呼ばれた。
2010年の従業員数は99,332人、総資産は2兆9,915億台湾ドル、売上高は2兆1,850億台湾ドル。売上高は同年の台湾のGDPの約15%に相当する。スタンダード&プアーズ Asia 50銘柄、台湾証券取引所50指数銘柄。
- エチレンの年間生産量で世界10大メーカー [1]
- テレフタル酸の年間生産量世界1位 [1]
- ガラス繊維の生産能力世界1位 [1]
- 銅箔の生産量世界第3位 [1]
- ICパッケージ基板の生産能力で世界3大メーカー [1]
- DRAM工場にて台湾最大、世界で6位 [1]

## 歴史
- 1954年7月 高雄市において「福懋塑膠公司」設立。ポリ塩化ビニル(PVC)の生産を開始。
- 1957年4月 福懋塑膠公司は名称を「台灣塑膠公司 (台湾プラスチック社, Formosa Plastics Corporation)」に変更。
- 1958年8月 南亞塑膠加工公司を設立。台灣塑膠が製造するPVCを購入して操業を始めた。
- 1963年2月 「嘉林塑膠製品公司」設立、同年8月には「新東塑膠製品公司(New Eastern Plastics Produc Corp.)」に名称を変更。消費者製品を生産するようになった。
- 1964年10月 「台塑汽車貨運公司」を設立し、グループの物流を担当。
- 1967年8月 新東塑膠製品公司は南亞塑膠加工公司を吸収合併し、「南亞塑膠公司(Nan Ya Plastics Corp.)」に名称を変更。

- 1987年4月 「長庚醫學院」を設立。
- 1988年6月 「長庚護專」を設立。

- 1991年2月 「台塑重工公司」を設立。
- 1992年4月 「台塑石化公司」を設立。雲林県に石油化学コンビナート（通称：六軽）を建設し、石油精製事業に参入。
- 1995年3月 「南亞科技公司」を設立し、DRAMの開発生産に参入。
  - 11月 「台灣小松電子材料公司」を設立（現在は台塑勝高科技公司）。
- 1998年5月 「台塑旭彈性纖維公司」を設立。
  - 10月 「台朔汽車公司」を設立し、自動車事業に参入。
- 1999年2月 六輕汽車貨運公司」を設立。
  - 4月 「台亞石油公司」を設立。
  - 6月 「台塑環保科技公司」を設立。
  - 10月 「長庚生物科技公司」を設立。
  - 12月 「台塑大金精密化學公司」を設立。

- 2000年4月 「台塑網科技公司」を設立。
  - 7月 「台塑海運公司」を設立。
  - 8月 「台塑訊科公司 台化出光公司」を設立。
  - 12月 「台灣興業公司」を設立。
- 2002年5月 「台化塑膠公司」を設立。
  - 6月 「台塑光電公司」を設立し、発電事業に参入。
  - 12月 「台灣醋酸公司」を設立。
- 2003年1月 「華亞科技公司」を設立。
  - 10月 「亞太能源公司 」を設立。
  - 11月 「台塑生醫科技公司」を設立。
  - 12月 「南亞光電公司」を設立。
  - グループの売上高は1.2兆台湾ドル、台湾GNPの11%に相当。
- 2007年 グループの売上高は2兆台湾ドル、台湾GNPの15.4%に相当。
- 2016年：ベトナムの環境当局に罰金5億米ドルの支払いを命じられる。製鉄所の廃液が魚の大量死を引き起こしたため[5]。
  - 1月 「出光フォルモサ」（IFSC）を設立。

## 関連企業
石油化学事業
- 台灣塑膠工業股份有限公司（TWSE:1301）
- 南亞塑膠工業股份有限公司（TWSE:1303）
- 台灣化學纖維股份有限公司（TWSE:1326）
- 台塑石化股份有限公司（TWSE:6505）
- 福懋興業股份有限公司（TWSE:1434）
- 台塑大金精密化學股份有限公司
- 台塑旭彈性纖維股份有限公司
- 達興纖維股份有限公司
- 文方實業股份有限公司
- 台灣醋酸化學股份有限公司
- 台亞石油股份有限公司
- 台化出光石油化學股份有限公司
- 出光フォルモサ
- 南中石化工業股份有限公司
- 南亞美國公司（Nan Ya Plastics Corporation USA）
- 印尼南亞公司（PT. Indonesia Nanya Indah Plastics Corp.）
- 南亞塑膠美洲公司（Nanya Plastics Corporation, America）
- 台塑美國公司（Formosa Plastics Corporation, U.S.A.）

電子製造事業
- 南亞科技股份有限公司（TWSE:2408, "elixir"ブランドのDRAM製造)
- 南亞電路板股份有限公司（TWSE:8046）
- 華亞科技股份有限公司（TWSE:3474）
- 台塑勝高科技股份有限公司（TWSE:3532）
- 福懋科技股份有限公司（TWSE:8131）
- 南亞光電股份有限公司（LED製造）
- 台灣必成股份有限公司（合資）
- 泛亞科技股份有限公司

医療事業
- 長庚記念医院（中国語版）
- 長庚生物科技
- 長庚醫療器材
- 台塑生物科技
- 世信生物科技
- 台塑生醫科技股份有限公司（FORTE）

教育事業
- 長庚大学
- 長庚科技大学
- 明志科技大学

交通運輸事業
- 台朔汽車股份有限公司（並非倒閉，現仍經營進口拖車頭買賣）
- 台宇汽車股份有限公司（轉投資）
- 汎航通運股份有限公司（長庚醫院交通課轉成立）
- 台塑海運股份有限公司
- 台塑通運股份有限公司
- 台塑汽車貨運股份有限公司
- 塑化汽車貨運股份有限公司
- 六輕汽車貨運股份有限公司

投資開発事業
- 台塑開發股份有限公司
- 亞朔開發股份有限公司〔桃園科技工業園區、桃園機場捷運聯合開發案〕
- 宏懋開發股份有限公司
- 亞台開發股份有限公司
- 育志開發股份有限公司
- 台塑企業管理顧問股份有限公司
- 華亞園區管理顧問股份有限公司
- 麥寮工業區專用港管理股份有限公司
- 台塑行銷管理顧問股份有限公司
- 石油瓦斯買賣及處理股份有限公司（Formosa Hydrocarbons Company）
- 台塑企業投資股份有限公司
- 亞太投資股份有限公司

その他
- 台朔重工股份有限公司
- 台塑網科技股份有限公司（FTC）
- 台塑網旅行社股份有限公司（旅遊業）
- 宜濟建設股份有限公司
- 台化地毯股份有限公司
- 台朔環保科技股份有限公司（廚餘肥料業）
- 麥寮汽電股份有限公司（發電廠）
- 華亞汽電股份有限公司
- 台塑長園能源科技股份有限公司（能源科技、汽車燃料電池）
- 長庚球場（高爾夫球場）
- 培仁公司
- 王詹樣社會福利慈善基金會